# Il dominatore dei 7 mari
Il dominatore dei 7 mari (Seven Seas To Calais) è un film del 1962 diretto da Rudolph Maté e Primo Zeglio.
La pellicola, di produzione italiana, ha per protagonista Rod Taylor nei panni di Sir Francis Drake.

## Trama
Drake, dopo una serie di scorrerie nel Nuovo Mondo ai danni degli spagnoli, torna coi suoi uomini in Inghilterra dove è in corso un tentativo di liberare Maria di Scozia imprigionata dalla regina Elisabetta.
Drake riesce a sventare il complotto essendo dalla parte di Elisabetta, così Maria e i congiurati verranno decapitati; e un suo amico troverà l'amore in una ragazza inclusa nel complotto.
Finalmente Drake può salpare di nuovo alla ricerca d'avventure.

## Produzione

### Riprese
Gli esterni sono girati a San Nicola Arcella (CS) in località Arcomagno, sulla spiaggia di Praia a Mare (CS) e a Maratea (PZ) in località La Secca di Castrocucco.